# Leonardo Bertone
Pour les articles homonymes, voir Bertone.
Leonardo Bertone, né le 14 mars 1994 à Wohlen bei Bern, est un footballeur italo-suisse. Il joue au poste de milieu de terrain au FC Thoune.

## Biographie

### En club

#### Formation et débuts aux Young Boys
Leonardo Bertone est formé aux BSC Young Boys où il passe professionnel en 2011.

#### Une saison en MLS
Après sept saisons et un titre de champion de Suisse en 2018, le 18 décembre 2018, il rejoint le FC Cincinnati en Major League Soccer pour sa première expérience à l'étranger.

#### Passage au FC Thoune
Un an plus tard, il retourne dans son pays natal en s'engageant pour deux ans au FC Thoune.

### En sélection
Leonardo Bertone est sélectionné dans les catégories de jeunes, des moins de 18 ans jusqu'aux espoirs. Il inscrit un but avec les moins de 20 ans et un but avec les espoirs.

## Statistiques
| Saison                | Club                  | Championnat           | Championnat | Championnat | Coupe(s) nationale(s) | Coupe(s) nationale(s) | Compétition(s) continentale(s) | Compétition(s) continentale(s) | Compétition(s) continentale(s) | Total | Total |
| Saison                | Club                  | Division              | M.          | B.          | M.                    | B.                    | Comp.                          | M.                             | B.                             | M.    | B.    |
| 2011-2012             | Young Boys            | Super League          | 1           | 0           | 0                     | 0                     | -                              | -                              | -                              | 1     | 0     |
| 2012-2013             | Young Boys            | Super League          | 3           | 0           | 0                     | 0                     | C3                             | 0                              | 0                              | 3     | 0     |
| 2013-2014             | Young Boys            | Super League          | 12          | 1           | 2                     | 0                     | -                              | -                              | -                              | 14    | 1     |
| 2014-2015             | Young Boys            | Super League          | 25          | 3           | 2                     | 0                     | C3                             | 10                             | 1                              | 37    | 4     |
| 2015-2016             | Young Boys            | Super League          | 30          | 5           | 3                     | 0                     | C1+C3                          | 1+2                            | 0+0                            | 36    | 5     |
| 2016-2017             | Young Boys            | Super League          | 30          | 3           | 4                     | 1                     | C1+C3                          | 4+6                            | 0+0                            | 44    | 4     |
| 2017-2018             | Young Boys            | Super League          | 22          | 3           | 3                     | 0                     | C1+C3                          | 3+1                            | 0+0                            | 29    | 3     |
| 2018-2019             | Young Boys            | Super League          | 8           | 1           | 3                     | 0                     | C1                             | 4                              | 0                              | 15    | 1     |
| Sous-total            | Sous-total            | Sous-total            | 131         | 16          | 17                    | 1                     | -                              | 31                             | 1                              | 179   | 18    |
| 2019                  | FC Cincinnati         | MLS                   | 25          | 1           | 1                     | 0                     | -                              | -                              | -                              | 26    | 1     |
| 2019-2020             | FC Thoune             | Super League          | 13          | 1           | 2                     | 1                     | -                              | -                              | -                              | 15    | 2     |
| 2020-2021             | Waasland-Beveren      | Division 1A           | 30          | 1           | 2                     | 0                     | -                              | -                              | -                              | 32    | 1     |
| 2021-2022             | Waasland-Beveren      | Division 1B           | 24          | 3           | 1                     | 0                     | -                              | -                              | -                              | 25    | 3     |
| Sous-total            | Sous-total            | Sous-total            | 54          | 4           | 3                     | 0                     | -                              | 0                              | 0                              | 57    | 4     |
| 2023-2023             | FC Thoune             | Challenge League      | 21          | 3           | 3                     | 0                     | -                              | -                              | -                              | 24    | 3     |
| Total sur la carrière | Total sur la carrière | Total sur la carrière | 244         | 25          | 26                    | 2                     | -                              | 31                             | 1                              | 301   | 28    |

## Palmarès
- BSC Young Boys
  - Champion de Suisse en 2018 et 2019
  - Vice-champion de Suisse en 2015, 2016 et 2017
  - Finaliste de la Coupe de Suisse en 2018